# Never Back Down 2: The Beatdown
Never Back Down 2 (no Brasil, Quebrando Regras 2 - The Beatdown) é um filme estadunidense estrelado por Dean Geyer, Alex Meraz, Todd Duffee, Scott Epstein, Evan Peters e Michael Jai White. Ele é a sequência ao filme Never Back Down e foi lançado em 10 de junho de 2011.

## Sinopse
O filme conta a historia de quatro lutadores: o lutador de luta-livre Mike (Dean Geyer), o ex-boxeador Zack (Alex Meraz), o talentoso lutador de MMA Tim (Todd Duffee) e o atendente de loja vítima de bullying Justin (Scott Epstein), todos com histórias muito diferentes entre si, mas compartilham uma paixão pela ‘ciência selvagem’ e rapidamente se tornam leais a seu treinador nada ortodoxo, Case (Michael Jai White), um brilhante ex-campeão de MMA. Ensinando a eles muito mais do que a luta, Case prepara os jovens para uma competição chamada The Beatdown, comandada por um universitário e empresário de lutas local, Max (Evan Peters). Quando seu mentor cai em uma armadilha e vai preso, os jovens se unem para se vingar do traidor que incriminou Case injustamente.

## Elenco
- Dean Geyer como Mike Stokes
- Alex Meraz como Zack Gomes
- Todd Duffee como Tim Newhouse
- Scott Epstein como Justin Epstein
- Michael Jai White como Case Walker
- Evan Peters como Max Cooperman
- Jillian Murray como Eve
- Laura Cayouette como Vale
- Lyoto Machida, lutador profissional, como ele mesmo
- "Big" John McCarthy, ex-lutador e ex-árbitro de MMA, como ele mesmo
- Eddie Bravo como D.J. Bravo

## Trilha sonora
1. "It's Supposed To Happen" - Rular Rah
2. "The Freshest" - Rular Rah
3. "Super Star" - Joe Jackson feat. Skratch Music
4. "Lick My Plate" - Stephen R. Phillips & Tim P.
5. "Train Tracks" - Tucker Jameson & The Hot Mugs
6. "1st Attack of the Marms" - Rick Balentine
7. "Perfect Day" - Willknots
8. "Just" - Startisan
9. "Time is Running Out" - For The Taking
10. "Fall Into You" - Justyna Kelley
11. "Inside" - Stereo Black
12. "Doo Doo Butt" - Metaphor the Great & Jonathan Jackson
13. "Are You Ready For This" - Kritical
14. "It's Goin Down" - Pre-Fight Hypesdsa asd sa dsasadsa
15. "Cadillac" - Robert Fortune
16. "UTA" - The Resistorssdasdad
17. "Takedown" - For The Taking
18. "Only If You Knew" - Rular Rah
19. "Are You Ready" - Compella and The Twister
20. "#33 Forever" - Cody B. Ware
21. "Last Train Home" - Tucker Jameson & The Hot Mugs
22. "Dropped" - Compella and The Twister

## Curiosidades
- O lutador brasileiro Lyoto Machida faz uma pequena participação no filme.
- O personagem Max, interpretado por Evan Peters menciona no filme a família Gracie e Anderson Silva.